# Куп Србије у ватерполу 2021/22.
Куп Србије у ватерполу 2021/22. је шеснаесто такмичење организовано под овим називом од стране Ватерполо савеза Србије.

## Учесници
За Куп Србије у ватерполу 2021/22. пријавило се четрнаест клубова:
- Бањица, Београд
- Валис, Ваљево
- Ваљево, Ваљево
- Војводина, Нови Сад
- Кошутњак, Београд
- Наис, Ниш
- Нови Београд, Београд
- Новобеоградски вукови, Београд
- Партизан, Београд
- Пролетер, Зрењанин
- СПД Раднички, Крагујевац
- Стари град, Београд
- Црвена звезда, Београд
- Шабац, Шабац

Пријављени клубови су потом, у складу са оствареним пласманом у претходној сезони националног купа, распоређени у четири шешира.
| Шешир 1                                                  | Шешир 2                                 | Шешир 3                                           | Шешир 4                        |
| -------------------------------------------------------- | --------------------------------------- | ------------------------------------------------- | ------------------------------ |
| - Црвена звезда - СПД Раднички - Нови Београд - Партизан | - Наис - Шабац - Војводина - Стари град | - Бањица - Ваљево - Новобеоградски вукови - Валис | - Пролетер Зрењанин - Кошутњак |

## Календар такмичења
- Шеснаестина финала: 27. октобар 2021.
- Осмина финала: 10. новембар 2021.
- Четвртфинале: 11. децембар 2021.
- Полуфинале: 27. децембар 2021.
- Финале: 28. децембар 2021.[1]

## Шеснаестина финала
Жреб парова шеснаестине и осмине финала Купа Србије у сезони 2021/22. одржан је 12. октобра 2021. године.
| 27. октобар 2021. 21:00 | Детаљи | Валис                                                | 14 : 3  | Кошутњак     | Базен СЦ Бањица, Београд Гледалаца: нема податка Судије: Срећковић, Пиљић |
| 27. октобар 2021. 21:00 | Детаљи | Резултати по четвртинама: 5 : 0, 3 : 1, 3 : 0, 3 : 2 |         |              | Базен СЦ Бањица, Београд Гледалаца: нема податка Судије: Срећковић, Пиљић |
| 27. октобар 2021. 21:00 | Детаљи | Милић, Стојановић 3                                  | Стрелци | три играча 1 | Базен СЦ Бањица, Београд Гледалаца: нема податка Судије: Срећковић, Пиљић |

| 27. октобар 2021. 21:15 | Детаљи | Новобеоградски вукови                                | 6 : 11  | Пролетер Зрењанин | Базен Влахо Бата Орлић, Београд Гледалаца: нема податка Судије: Прлић, Анђелић |
| 27. октобар 2021. 21:15 | Детаљи | Резултати по четвртинама: 2 : 2, 1 : 2, 3 : 3, 0 : 4 |         |                   | Базен Влахо Бата Орлић, Београд Гледалаца: нема податка Судије: Прлић, Анђелић |
| 27. октобар 2021. 21:15 | Детаљи | Бућан 2                                              | Стрелци | Чабрило 4         | Базен Влахо Бата Орлић, Београд Гледалаца: нема податка Судије: Прлић, Анђелић |

## Осмина финала
| 10. новембар 2021. 16:45 | Детаљи | Стари град                                           | 8 : 14  | Бањица   | Базен 25. мај Милан Гале Мушкатировић, Београд Гледалаца: нема податка Судије: Виријевић, Киш |
| 10. новембар 2021. 16:45 | Детаљи | Резултати по четвртинама: 0 : 1, 2 : 3, 4 : 5, 2 : 5 |         |          | Базен 25. мај Милан Гале Мушкатировић, Београд Гледалаца: нема податка Судије: Виријевић, Киш |
| 10. новембар 2021. 16:45 | Детаљи | Шофранац 4                                           | Стрелци | Крстић 5 | Базен 25. мај Милан Гале Мушкатировић, Београд Гледалаца: нема податка Судије: Виријевић, Киш |

| 10. новембар 2021. 19:00 | Детаљи | Ваљево                                               | 10 : 16 | Шабац     | Градски базен, Шабац Гледалаца: нема податка Судије: Петровић, Нишавић |
| 10. новембар 2021. 19:00 | Детаљи | Резултати по четвртинама: 3 : 3, 3 : 5, 3 : 2, 1 : 6 |         |           | Градски базен, Шабац Гледалаца: нема податка Судије: Петровић, Нишавић |
| 10. новембар 2021. 19:00 | Детаљи | Црепуља 4                                            | Стрелци | Васовић 4 | Градски базен, Шабац Гледалаца: нема податка Судије: Петровић, Нишавић |

| 10. новембар 2021. 20:30 | Детаљи | Пролетер Зрењанин                                    | 8 : 9   | Војводина    | СРЦ Југ Базен, Зрењанин Гледалаца: нема податка Судије: Стефановић, Бељин |
| 10. новембар 2021. 20:30 | Детаљи | Резултати по четвртинама: 1 : 2, 1 : 3, 3 : 3, 3 : 1 |         |              | СРЦ Југ Базен, Зрењанин Гледалаца: нема податка Судије: Стефановић, Бељин |
| 10. новембар 2021. 20:30 | Детаљи | Митровић 3                                           | Стрелци | Богдановић 3 | СРЦ Југ Базен, Зрењанин Гледалаца: нема податка Судије: Стефановић, Бељин |

| 10. новембар 2021. 21:00 | Детаљи | Валис                                                | 12 : 9  | Наис            | Базен Лајковац, Лајковац Гледалаца: нема податка Судије: Јованчевић, Срећковић |
| 10. новембар 2021. 21:00 | Детаљи | Резултати по четвртинама: 6 : 2, 0 : 1, 5 : 3, 1 : 3 |         |                 | Базен Лајковац, Лајковац Гледалаца: нема податка Судије: Јованчевић, Срећковић |
| 10. новембар 2021. 21:00 | Детаљи | Поробић 4                                            | Стрелци | Стаматов, Шиљ 2 | Базен Лајковац, Лајковац Гледалаца: нема податка Судије: Јованчевић, Срећковић |

## Четвртфинале
Жреб парова четвртфинала Купа Србије у сезони 2021/22. одржан је 12. новембра 2021. године.
| 1. децембар 2021. 12:00 | Детаљи | Бањица                                               | 6 : 18  | Партизан              | Базен СЦ Бањица, Београд Гледалаца: нема податка Судије: Раковић Крстоношић, Прлић |
| 1. децембар 2021. 12:00 | Детаљи | Резултати по четвртинама: 1 : 3, 2 : 3, 1 : 5, 2 : 7 |         |                       | Базен СЦ Бањица, Београд Гледалаца: нема податка Судије: Раковић Крстоношић, Прлић |
| 1. децембар 2021. 12:00 | Детаљи | шест играча 1                                        | Стрелци | Вићковић, Радојевић 3 | Базен СЦ Бањица, Београд Гледалаца: нема податка Судије: Раковић Крстоношић, Прлић |

| 10. децембар 2021. 21:00 | Детаљи | СПД Раднички                                         | 21 : 9  | Војводина    | Базен СЦ Парк, Крагујевац Гледалаца: нема податка Судије: Бељин, Станојевић |
| 10. децембар 2021. 21:00 | Детаљи | Резултати по четвртинама: 5 : 3, 5 : 2, 6 : 2, 5 : 2 |         |              | Базен СЦ Парк, Крагујевац Гледалаца: нема податка Судије: Бељин, Станојевић |
| 10. децембар 2021. 21:00 | Детаљи | Укропина 8                                           | Стрелци | Богдановић 4 | Базен СЦ Парк, Крагујевац Гледалаца: нема податка Судије: Бељин, Станојевић |

| 11. децембар 2021. 19:00 | Детаљи | Шабац                                                | 7 : 12  | Црвена звезда | Градски базен, Шабац Гледалаца: нема податка Судије: Раковић, Виријевић |
| 11. децембар 2021. 19:00 | Детаљи | Резултати по четвртинама: 2 : 2, 2 : 5, 0 : 3, 3 : 2 |         |               | Градски базен, Шабац Гледалаца: нема податка Судије: Раковић, Виријевић |
| 11. децембар 2021. 19:00 | Детаљи | Копцев, Стојановић 2                                 | Стрелци | Ђурђић 3      | Градски базен, Шабац Гледалаца: нема податка Судије: Раковић, Виријевић |

| 11. децембар 2021. 19:45 | Детаљи | Валис                                                | 7 : 25  | Нови Београд     | Базен Влахо Бата Орлић, Београд Гледалаца: нема податка Судије: Киш, Велкић |
| 11. децембар 2021. 19:45 | Детаљи | Резултати по четвртинама: 1 : 6, 4 : 9, 0 : 5, 2 : 5 |         |                  | Базен Влахо Бата Орлић, Београд Гледалаца: нема податка Судије: Киш, Велкић |
| 11. децембар 2021. 19:45 | Детаљи | Поробић 4                                            | Стрелци | Јакшић, Мандић 4 | Базен Влахо Бата Орлић, Београд Гледалаца: нема податка Судије: Киш, Велкић |

## Завршни турнир четворице
Жреб парова полуфинала Купа Србије у сезони 2021/22. одржан је 13. децембра 2021. године.

### Полуфинале
| 27. децембар 2021. 17:00 | Детаљи | Партизан                                             | 5 : 8   | Нови Београд | Базен 25. мај Милан Гале Мушкатировић, Београд Гледалаца: нема податка Судије: Путниковић, Станојевић |
| 27. децембар 2021. 17:00 | Детаљи | Резултати по четвртинама: 1 : 4, 2 : 1, 1 : 2, 1 : 1 |         |              | Базен 25. мај Милан Гале Мушкатировић, Београд Гледалаца: нема податка Судије: Путниковић, Станојевић |
| 27. децембар 2021. 17:00 | Детаљи | Радојевић 2                                          | Стрелци | Гогов 3      | Базен 25. мај Милан Гале Мушкатировић, Београд Гледалаца: нема податка Судије: Путниковић, Станојевић |

| 27. децембар 2021. 19:00 | Детаљи | СПД Раднички                                         | 9 : 8   | Црвена звезда | Базен 25. мај Милан Гале Мушкатировић, Београд Гледалаца: нема податка Судије: Раковић, Виријевић |
| 27. децембар 2021. 19:00 | Детаљи | Резултати по четвртинама: 3 : 1, 3 : 2, 2 : 2, 1 : 3 |         |               | Базен 25. мај Милан Гале Мушкатировић, Београд Гледалаца: нема податка Судије: Раковић, Виријевић |
| 27. децембар 2021. 19:00 | Детаљи | Радуловић, Укропина 2                                | Стрелци | Танкосић 3    | Базен 25. мај Милан Гале Мушкатировић, Београд Гледалаца: нема податка Судије: Раковић, Виријевић |

### Финале
| 28. децембар 2021. 19:00 | Детаљи | Нови Београд                                         | 9 : 11  | СПД Раднички          | Базен 25. мај Милан Гале Мушкатировић, Београд Гледалаца: нема податка Судије: Раковић, Путниковић |
| 28. децембар 2021. 19:00 | Детаљи | Резултати по четвртинама: 4 : 2, 1 : 4, 1 : 3, 3 : 2 |         |                       | Базен 25. мај Милан Гале Мушкатировић, Београд Гледалаца: нема податка Судије: Раковић, Путниковић |
| 28. децембар 2021. 19:00 | Детаљи | Рашовић 3                                            | Стрелци | Јанковић, Радуловић 3 | Базен 25. мај Милан Гале Мушкатировић, Београд Гледалаца: нема податка Судије: Раковић, Путниковић |

| Победник Купа Србије у ватерполу 2021/22. |
| ----------------------------------------- |
| СПД Раднички 3. титула                    |